# Daisy Eagan
Daisy Eagan (New York, 4 novembre 1979) è un'attrice e cantante statunitense.
Nel 1991, all'età di undici anni, ha vinto il Tony Award alla miglior attrice non protagonista in un musical per la sua performance in The Secret Garden, musical con Rebecca Luker, Mandy Patinkin, John Cameron Mitchell e Robert Westenberg; è la più giovane attrice ad aver mai vinto un Tony Award. La sua performance in questo musical le valse anche una candidatura al Drama Desk Award e all'Outer Critics Circle Award. Ha recitato a Broadway anche nel musical Les Misérables e James Joyce's The Dead nel ruolo di Rita, un ruolo che ha ricoperto anche a Los Angeles.

## Filmografia parziale
- Lontano da Isaiah (Losing Isaiah), regia di Stephen Gyllenhaal (1995)

## Doppiatrici italiane
Nelle versioni in italiano delle opere in cui ha recitato, Daisy Egan è stata doppiata da:
- Perla Liberatori in Lontano da Isaiah, Good Trouble